# Råå (naturreservat)
Råå är ett naturreservat i Motala kommun i Östergötlands län.
Området är naturskyddat sedan 2004 och är 12 hektar stort. Reservatet ligger väster om gårdarna Lilla och Stora Rå och består av gammal, grov, grankalkskog, som blev hårt åtgångna av stormarna Per och Gudrun.